# Stazione di Castenaso
La stazione di Castenaso è una fermata ferroviaria a servizio del comune di Castenaso, posta sulla ferrovia Bologna-Portomaggiore.
La stazione, inaugurata nel 1887, sorge a poca distanza dal centro storico della città.
È gestita da Ferrovie Emilia Romagna (FER).

## Strutture e impianti
La stazione è costituita da due marciapiedi a servizio dei binari 1 e 2 collegati da un attraversamento a raso.
È inoltre presente un fabbricato viaggiatori.

## Movimento
Il servizio passeggeri è costituito dai treni della linea S2B (Bologna Centrale - Portomaggiore) del servizio ferroviario metropolitano di Bologna.
I treni sono effettuati da Trenitalia Tper nell'ambito del contratto di servizio stipulato con la regione Emilia-Romagna.
A novembre 2013, l'impianto risultava frequentato da un traffico giornaliero medio di 308 persone.
A novembre 2019, la stazione risultava frequentata da un traffico giornaliero medio di circa 353 persone (176 saliti + 177 discesi).